# Swartzia conferta
Swartzia conferta är en ärtväxtart som beskrevs av George Bentham. Swartzia conferta ingår i släktet Swartzia och familjen ärtväxter.

## Underarter
Arten delas in i följande underarter:
- S. c. conferta
- S. c. vaupesiana